# Polignac (Charente-Maritime)
Pour les articles homonymes, voir Polignac.
Polignac est une commune du Sud-Ouest de la France, située dans le département de la Charente-Maritime (région Nouvelle-Aquitaine).
Ses habitants sont appelés les Polignacais et les Polignacaises.

## Géographie

### Communes limitrophes
| Sousmoulins | Chatenet  |                |
| Jussas      | Polignac  | Sainte-Colombe |
|             | Chepniers |                |

## Urbanisme

### Typologie
Au 1er janvier 2024, Polignac est catégorisée commune rurale à habitat dispersé, selon la nouvelle grille communale de densité à 7 niveaux définie par l'Insee en 2022.
Elle est située hors unité urbaine et hors attraction des villes,.

### Occupation des sols
L'occupation des sols de la commune, telle qu'elle ressort de la base de données européenne d’occupation biophysique des sols Corine Land Cover (CLC), est marquée par l'importance des territoires agricoles (78,7 % en 2018), une proportion identique à celle de 1990 (78,7 %). La répartition détaillée en 2018 est la suivante : 
zones agricoles hétérogènes (44,4 %), terres arables (21,6 %), forêts (21,3 %), prairies (12,7 %). L'évolution de l’occupation des sols de la commune et de ses infrastructures peut être observée sur les différentes représentations cartographiques du territoire : la carte de Cassini (XVIIIe siècle), la carte d'état-major (1820-1866) et les cartes ou photos aériennes de l'IGN pour la période actuelle (1950 à aujourd'hui).

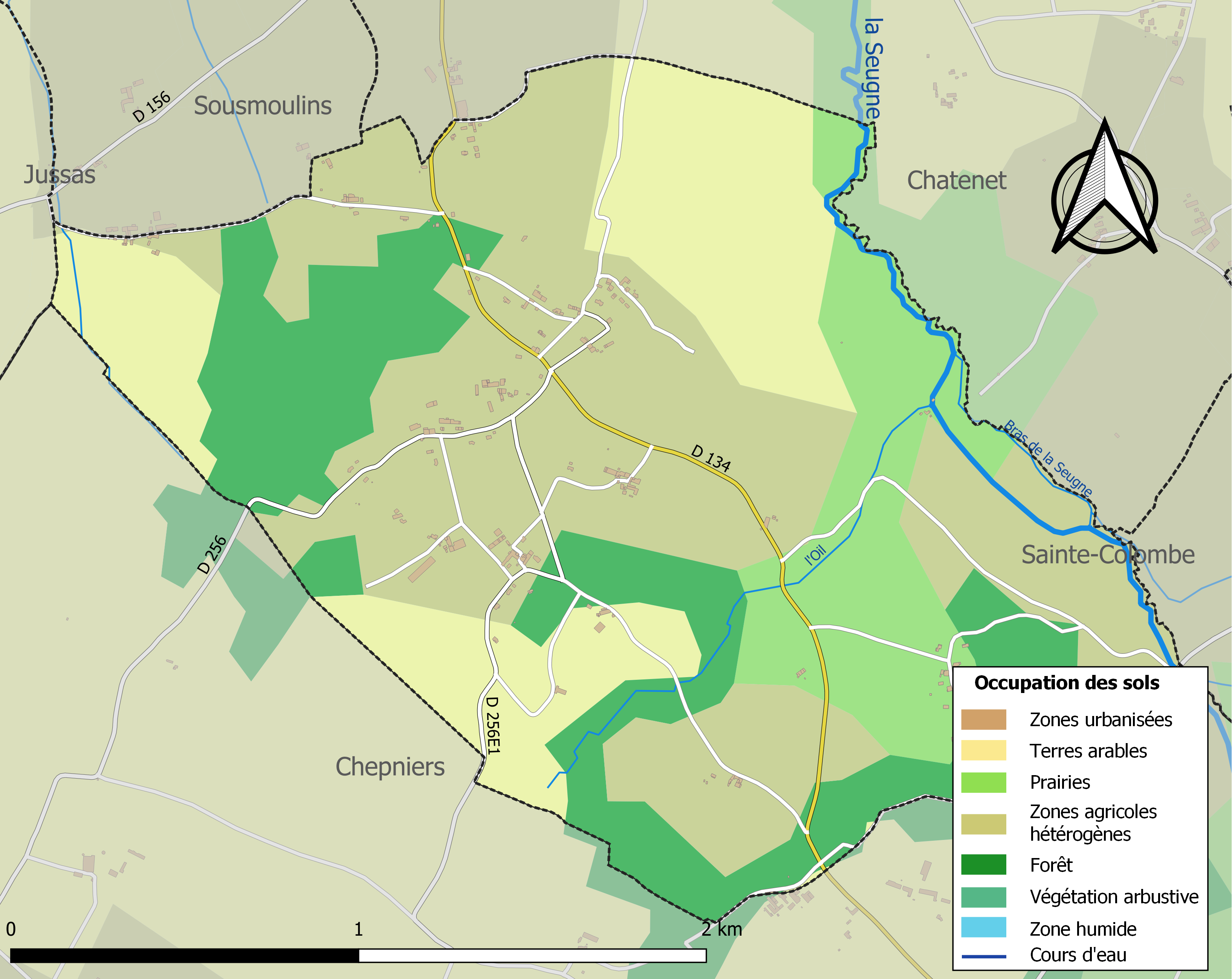
Carte des infrastructures et de l'occupation des sols de la commune en 2018 (CLC).

### Risques majeurs
Le territoire de la commune de Polignac est vulnérable à différents aléas naturels : météorologiques (tempête, orage, neige, grand froid, canicule ou sécheresse), mouvements de terrains et séisme (sismicité faible). Il est également exposé à un risque technologique,  le transport de matières dangereuses. Un site publié par le BRGM permet d'évaluer simplement et rapidement les risques d'un bien localisé soit par son adresse soit par le numéro de sa parcelle.

#### Risques naturels

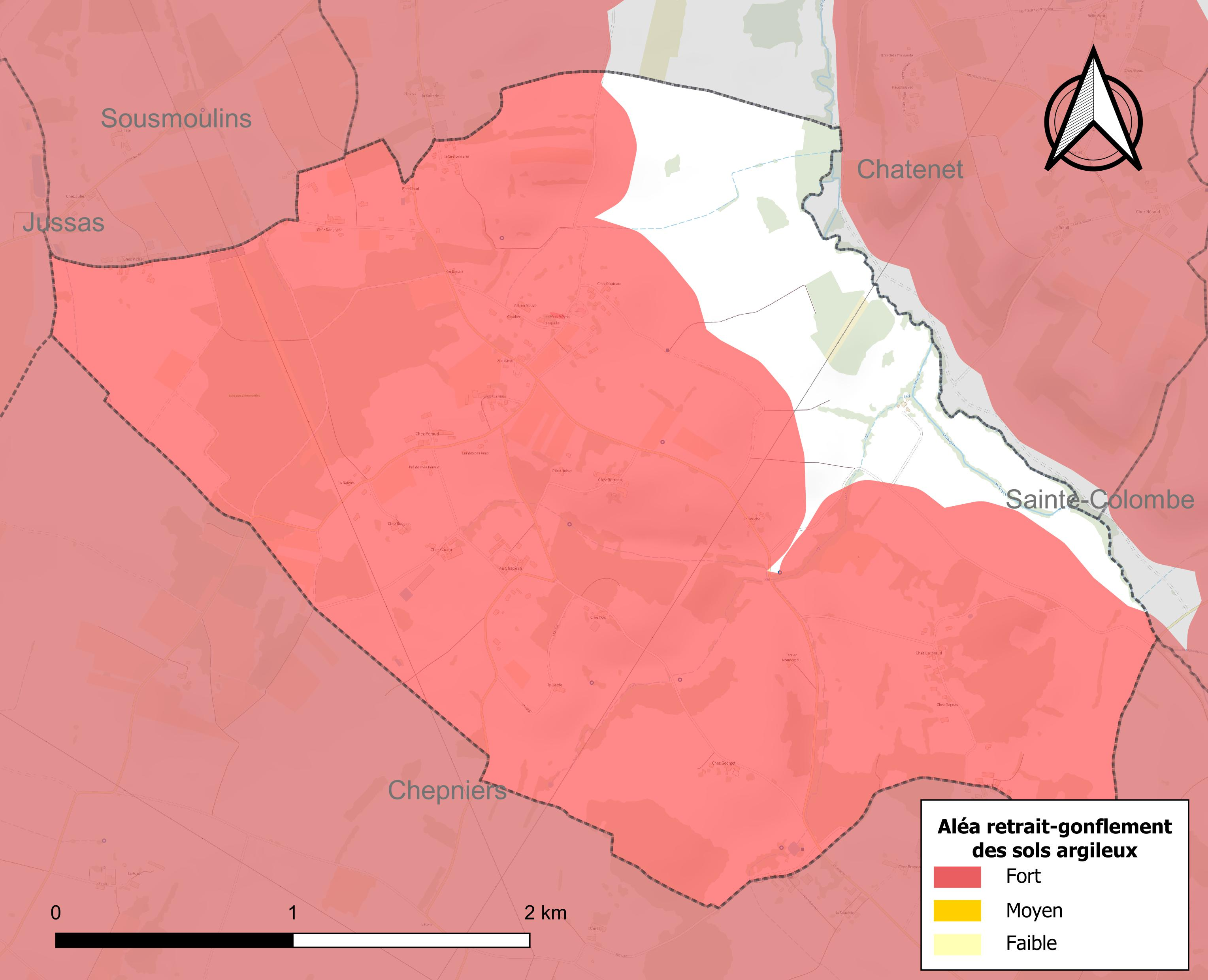
Carte des zones d'aléa retrait-gonflement des sols argileux de Polignac.

Les mouvements de terrains susceptibles de se produire sur la commune sont des tassements différentiels.
Le retrait-gonflement des sols argileux est susceptible d'engendrer des dommages importants aux bâtiments en cas d’alternance de périodes de sécheresse et de pluie. 84,2 % de la superficie communale est en aléa moyen ou fort (54,2 % au niveau départemental et 48,5 % au niveau national). Sur les 92 bâtiments dénombrés sur la commune en 2019,  91 sont en aléa moyen ou fort, soit 99 %, à comparer aux 57 % au niveau départemental et 54 % au niveau national. Une cartographie de l'exposition du territoire national au retrait gonflement des sols argileux est disponible sur le site du BRGM,.
Par ailleurs, afin de mieux appréhender le risque d’affaissement de terrain, l'inventaire national des cavités souterraines permet de localiser celles situées sur la commune.
La commune a été reconnue en état de catastrophe naturelle au titre des dommages causés par les inondations et coulées de boue survenues en 1982, 1999 et 2010. Concernant les mouvements de terrains, la commune a été reconnue en état de catastrophe naturelle au titre des dommages causés par la sécheresse en 1989, 1991, 2003, 2005 et 2011 et par des mouvements de terrain en 1999 et 2010.

#### Risques technologiques
Le risque de transport de matières dangereuses sur la commune est lié à sa traversée par une ou des infrastructures routières ou ferroviaires importantes ou la présence d'une canalisation de transport d'hydrocarbures. Un accident se produisant sur de telles infrastructures est susceptible d’avoir des effets graves sur les biens, les personnes ou l'environnement, selon la nature du matériau transporté. Des dispositions d’urbanisme peuvent être préconisées en conséquence.

## Toponymie
De l'anthroponyme gallo-romain Pullenius, suivi du suffixe -acum.

## Histoire

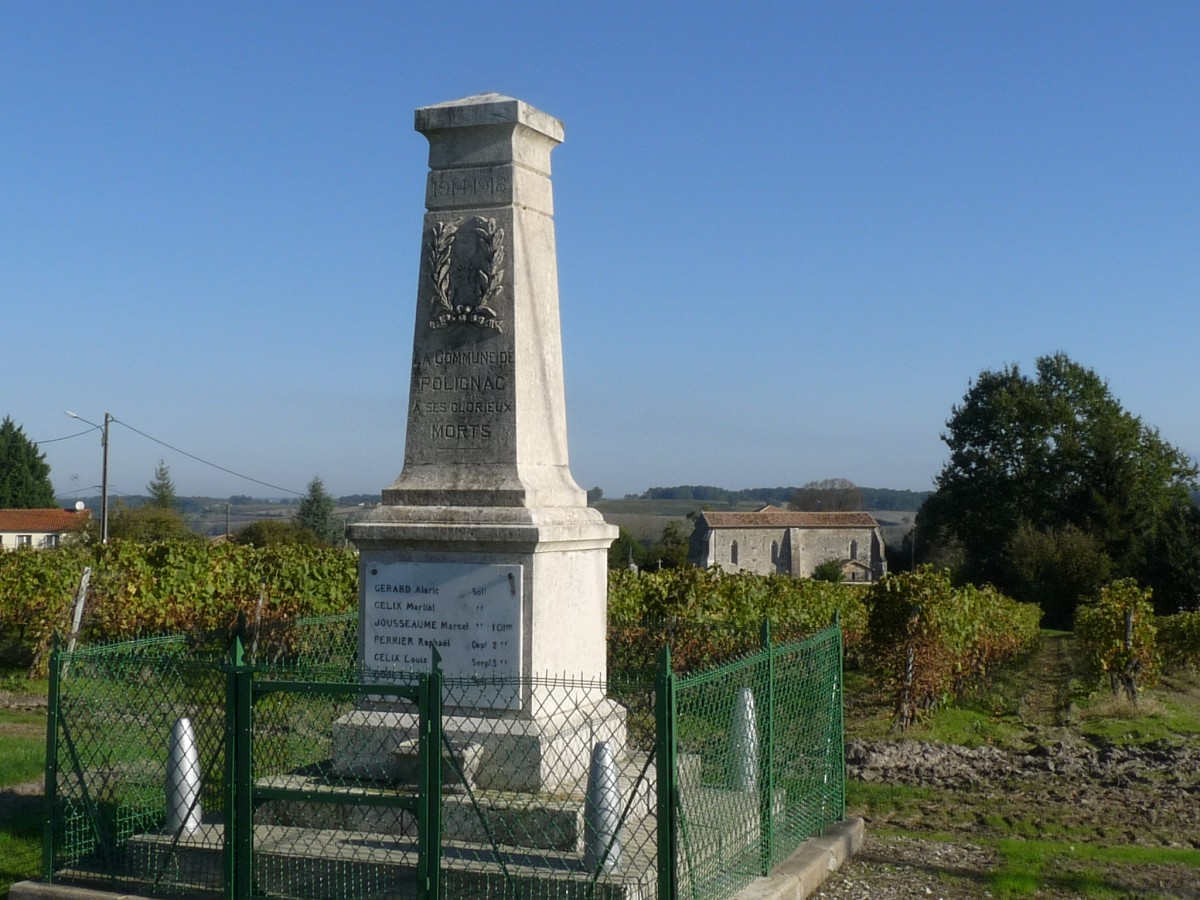
Le monument aux morts.

## Administration

### Liste des maires
| Période                                  | Période  | Identité       | Étiquette | Qualité              |
| ---------------------------------------- | -------- | -------------- | --------- | -------------------- |
| 1977                                     | 2001     | Remy Davias    |           |                      |
| 2001                                     | 2011     | Claude Geay    |           |                      |
| 2011                                     | en cours | Jackie Micheau | DVG       | Agriculteur retraité |
| Les données manquantes sont à compléter. |          |                |           |                      |

## Démographie

### Évolution démographique
L'évolution du nombre d'habitants est connue à travers les recensements de la population effectués dans la commune depuis 1793. Pour les communes de moins de 10 000 habitants, une enquête de recensement portant sur toute la population est réalisée tous les cinq ans, les populations de référence des années intermédiaires étant quant à elles estimées par interpolation ou extrapolation. Pour la commune, le premier recensement exhaustif entrant dans le cadre du nouveau dispositif a été réalisé en 2004.

En 2022, la commune comptait 161 habitants, en évolution de −8,52 % par rapport à 2016 (Charente-Maritime : +4,04 %, France hors Mayotte : +2,11 %).
| 1793 | 1800 | 1806 | 1821 | 1831 | 1836 | 1841 | 1846 | 1851 |
| ---- | ---- | ---- | ---- | ---- | ---- | ---- | ---- | ---- |
| 332  | 284  | 311  | 336  | 347  | 359  | 377  | 361  | 353  |

| 1856 | 1861 | 1866 | 1872 | 1876 | 1881 | 1886 | 1891 | 1896 |
| ---- | ---- | ---- | ---- | ---- | ---- | ---- | ---- | ---- |
| 341  | 318  | 300  | 275  | 280  | 276  | 279  | 248  | 232  |

| 1901 | 1906 | 1911 | 1921 | 1926 | 1931 | 1936 | 1946 | 1954 |
| ---- | ---- | ---- | ---- | ---- | ---- | ---- | ---- | ---- |
| 234  | 251  | 243  | 202  | 207  | 203  | 203  | 179  | 185  |

| 1962 | 1968 | 1975 | 1982 | 1990 | 1999 | 2004 | 2006 | 2009 |
| ---- | ---- | ---- | ---- | ---- | ---- | ---- | ---- | ---- |
| 195  | 192  | 175  | 125  | 119  | 108  | 110  | 121  | 142  |

| 2014 | 2019 | 2022 | - | - | - | - | - | - |
| ---- | ---- | ---- | - | - | - | - | - | - |
| 169  | 159  | 161  | - | - | - | - | - | - |

## Lieux et monuments

### Patrimoine religieux

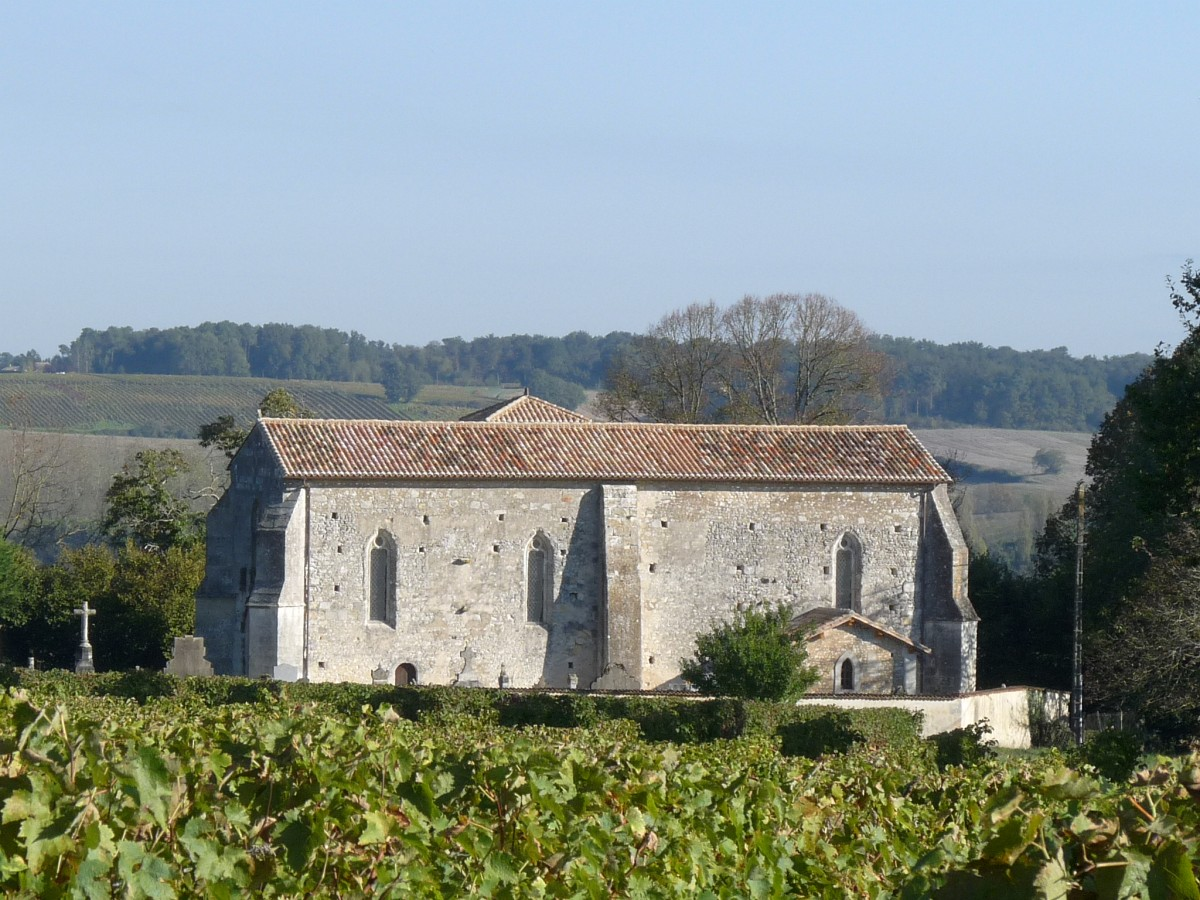
L'église Saint-Capran.

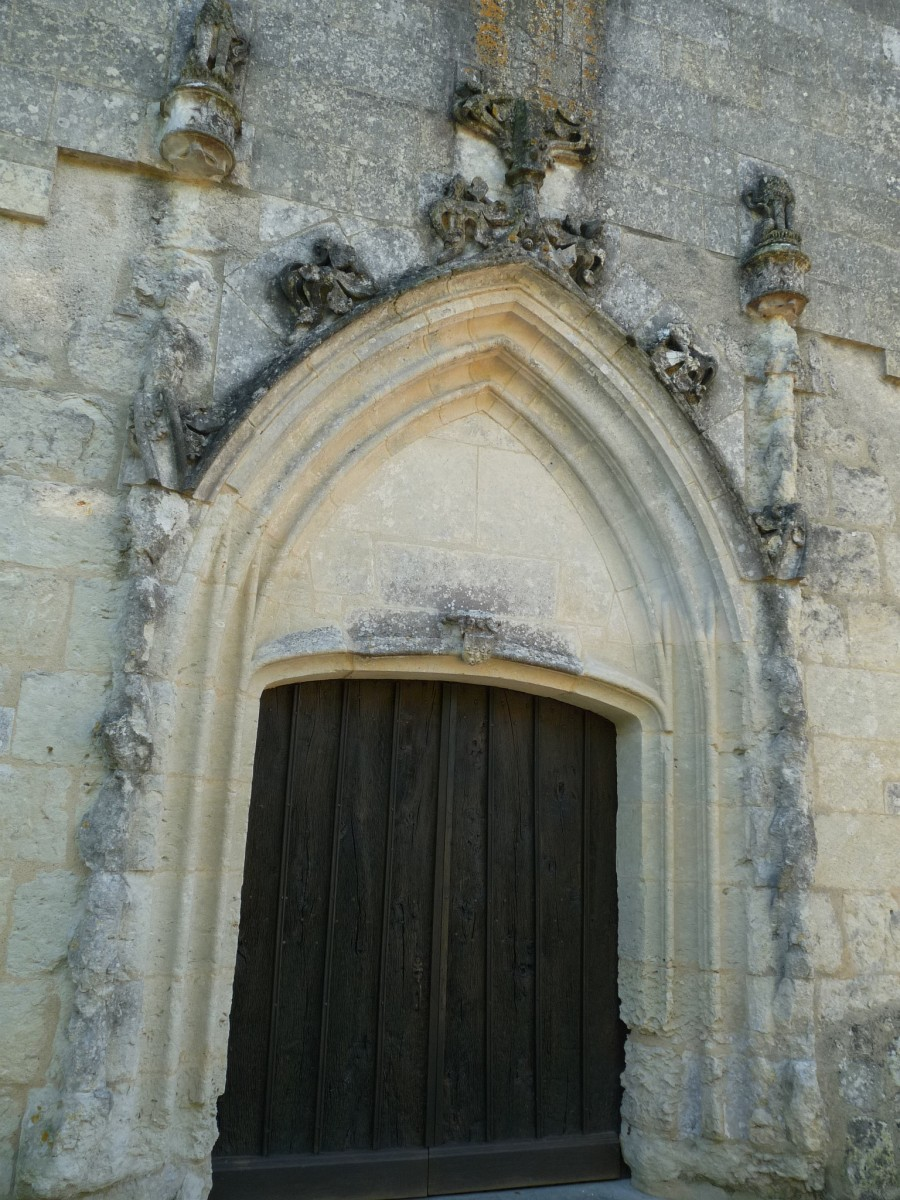
Le portail de l'église.

L'église paroissiale Saint-Capran date du XVe ou XVIe siècle, mais pourrait avoir une origine plus ancienne ; elle semble avoir été peinte au XVIIIe siècle. Elle est inscrite monument historique depuis 1931.
Elle contient deux peintures de saint Pierre et saint Caprais datant du XIXe siècle classées monument historique au titre objet depuis 1978.
La cloche en bronze de 250 kg date de 1738 et a l'inscription « +EN 1738 IAY ETE BENITE PAR MRE IOSEPH DENYAR CURE DE POLIGNAC EST PARIN MRE ETIENNE IEAN DE LAFAYE D'EMBERAC CHEVER SEIGR DE POLIGNAC EST MARRAINE DAMOISELLE MARGUERITE DUVERGIER EPOUSE DUDIT SEIGR ET DAME DUDIT POLIGNAC ». Elle est aussi classée à titre objet depuis 1911.
Le cimetière contient une croix monumentale sculptée du XVIe siècle.